# Kicking and Screaming
Kicking and Screaming är en amerikansk film från 2005 i regi av Jesse Dylan med Robert Duvall och Will Ferrell i huvudrollerna.

## Handling
Familjefadern Phil Weston, som hela sitt liv varit ett offer för sin egen fars extrema tävlingsinstinkt, tar på sig att träna ett juniorfotbollslag och märker att hans fars sjuka beteende har gått i arv till honom.

## Om filmen
Filmen är inspelad i Arcadia, Los Angeles, Sierra Madre och South Pasadena. Den hade världspremiär den 1 maj 2005 i Universal City och har inte haft svensk biopremiär.

## Rollista
- Will Ferrell - Phil Weston
- Robert Duvall - Buck Weston
- Mike Ditka - sig själv
- Kate Walsh - Barbara Weston
- Musetta Vander - Janice Weston
- Dylan McLaughlin - Sam Weston
- Josh Hutcherson - Bucky Weston
- Phill Lewis - John Ryan
- Martin Starr - kund på Beantown

## Musik i filmen
- Chariots of Fire, skriven och framförd av Vangelis
- You're the Inspiration, skriven av Peter Cetera och David Foster, framförd av Chicago
- Run Around, skriven av John Popper, framförd av Blues Traveler
- Walkie Talkie MAn, skriven av Jacob Paul Adams, Brad Hanan Carter, Tyson Kennedy, Jared Wrennall och Tim Scott Youngson, framförd av Steriogram
- Holla, skriven av Shaunna R. Bolton, Patrick Carey, Jasma Kelly, Leroy Butler och Kendal Stubbs, framförd av Baha Men
- Largo al Factotum, skriven av Gioacchino Rossini, framförd av Failoni Chamber Orchestra med Roberto Servile på baryton
- Zuma Zuma Baca La, skriven av Paolo Citarella, framförd av Louis Prima
- Truth, skriven av Vaughan Penn och David Rhyne, framförd av Vaughan Penn
- Saturday Morning, framförd av The Eels
- Let's Get it Started, skriven av will.i.am, George Pajon Jr., Mike Fratantuno, Terence Yoshiaki Graves, Apl.de.Ap och Jaime Gomez, framförd av The Black Eyed Peas
- Happy Birthday to You, skriven av Mildred J. Hill och Patty S. Hill
- Cappuccino Man, skriven och framförd av Andrew Silver
- We Are the Champions, skriven av Freddie Mercury, framförd av Queen
- Eye of the Tiger, skriven av Frankie Sullivan och Jim Peterik, framförd av Survivor
- Get Ready for This, skriven av Filip De Wilde, Jean-Paul DeCoster och Simon Harris
- We Can Work It Out, skriven av John Lennon och Paul McCartney, framförd av Stevie Wonder
- Ride, skriven av Craig Nicholls, framförd av The Vines